# Otávio Mangabeira
Otávio Mangabeira, nascido Octavio Mangabeira GCSE (Salvador, 27 de agosto de 1886 — Rio de Janeiro, 29 de novembro de 1960) foi um engenheiro, professor e político brasileiro. Foi governador da Bahia e membro da Academia Brasileira de Letras.

## Biografia
Filho de Francisco Cavalcanti Mangabeira e Augusta Mangabeira, irmão do médico e poeta Francisco Mangabeira e do político e escritor João Mangabeira, tio do político Francisco Mangabeira, e avô de Roberto Mangabeira Unger. Estudou na cidade natal, onde formou-se na então Escola Politécnica, onde mais tarde veio a ser professor de astronomia.
Em 1908 foi eleito vereador da capital, iniciando uma carreira política que rendeu-lhe dois exílios.
Em 1912, primeiro ano do governo de José Joaquim Seabra na Bahia, foi eleito deputado federal governista por esse estado, passando em seguida para a oposição, organizada no Partido Republicano da Bahia (PRB). Reelegeu-se e exerceu o mandato consecutivamente até 1926, quando foi convidado para ser ministro das Relações Exteriores por Washington Luís. Entre as realizações do ministro, encontram-se a consolidação de alguns trechos da fronteira do país e principalmente a reforma do arquivo e biblioteca do Palácio do Itamaraty. 
A 28 de março de 1928 foi agraciado com a Grã-Cruz da Ordem Militar de Sant'Iago da Espada de Portugal.
Em 1930 foi eleito para a Academia Brasileira de Letras, mas é exilado, voltando somente em 1937. O Estado Novo força-o novamente a exilar-se, retornando apenas com a redemocratização, elegendo-se deputado constituinte em 1945, tendo sido o vice-presidente da Assembleia pela União Democrática Nacional (UDN) - partido do qual foi um dos fundadores e primeiro presidente, elegendo-se em seguida governador da Bahia.

Após o governo foi novamente deputado federal e, em 1958, foi eleito senador, falecendo durante o mandato.
"Mangabeira, além de memória admirável, capaz de o fazer reproduzir de cor discursos inteiros, como se os estivesse improvisando, era lúcido e ágil de inteligência, qualidades que, acrescidas à enorme experiência e ao gosto pelas infindas conversas políticas, faziam dele um conselheiro precioso."
Afonso Arinos de Melo Franco

## Governo da Bahia

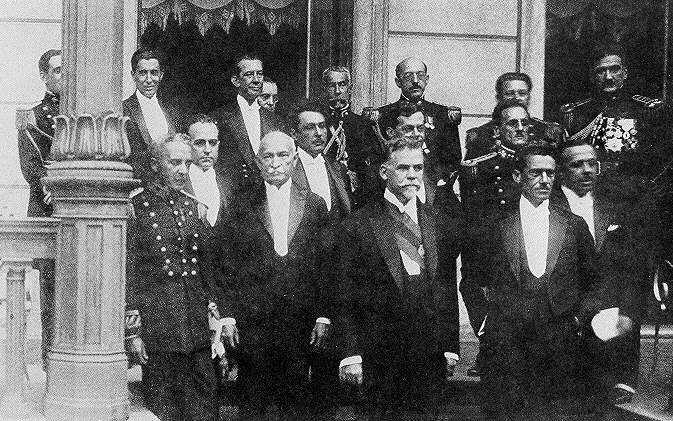
Otávio Mangabeira, o segundo da direita para a esquerda, é empossado Ministro das Relações Exteriores no Governo Washington Luís, em 1926.

Tomando posse em 10 de abril de 1947, exerceu o governo até 31 de janeiro de 1951 - primeiro governador eleito após os anos da Era Vargas. No seu secretariado, buscou Mangabeira resgatar as maiores inteligências da Bahia, como Anísio Teixeira (Secretário de Educação), Albérico Fraga (Interior e Justiça), Nestor Duarte (Agricultura), Dantas Júnior, Ives de Oliveira, dentre outros.
De seu governo é a construção do imponente Fórum Ruy Barbosa - sede do Tribunal de Justiça da Bahia e para onde, nas comemorações do centenário de nascimento de Ruy, em 1949, foram trasladados seus restos mortais, numa cripta em seu andar térreo.
Também durante seu governo comemorou-se o quarto centenário da capital baiana, com festejos que incluíram desfiles cívicos.
Algumas ações de seu governo merecem destaque:
- Na Agricultura: reflorestamento de Maracás e do Rio Jiquiriçá; estação experimental para o cultivo da cana-de-açúcar; Colônia Agrícola de Itiruçu, dentre outras.
- Na educação, a construção do maior e mais revolucionário projeto educacional da história do Brasil: o Centro Educacional Carneiro Ribeiro (conhecido por Escola Parque), no mais pobre e populoso bairro da capital - a Liberdade - concretizando as ideias do educador Anísio Teixeira para uma educação em tempo integral, décadas depois resgatadas em projetos como CIAC, CIEPs, e outros.

O antigo nome do estádio da Fonte Nova, era uma homenagem a Mangabeira, pois governava a Bahia justamente na época da inauguração.

## Obras
- Halley e o cometa do seu nome (1910)
- Voto da saudade (1930)
- Pelos foros do idioma (1930)
- Christus Imperat (1930)
- Tradições navais do Brasil (1930)
- Introdução ao relatório do Ministério das Relações Exteriores, de 1926 a 1930
- As últimas horas da legalidade (1930)
- A situação nacional (1956)
- Conferências: Cinquentenário da morte de Francisco Mangabeira (1954)
- Cinquentenário da morte de Machado de Assis
- Centenário de Gil Vicente

## Academia Brasileira de Letras
Quarto ocupante da cadeira que tem por patrono José de Alencar foi eleito em 25 de setembro de 1930, mas somente veio a tomar posse em 1 de setembro de 1934, recebido por Afonso Celso.